# Universidad de Hanyang
La universidad de Hanyang es una universidad de investigación privada en Corea del Sur. El campus principal se encuentra en Seúl, y el segundo campus (ERICA), dando esto el significado en inglés de "Education Research Industry Cluster at Ansan", y se encuentra localizado en la ciudad de Ansan en la provincia de Gyeonggi-do. Hanyang (한양;漢陽) deriva del nombre anterior del Seúl capital cuál estuvo utilizado durante el Chosun Dinastía. Su nombre y la filosofía educativa es Amor en verdad y Acción.
La universidad estableció el primer instituto de ingeniería del país (DongA Engineering Institute) en 1939, el cual se convirtió en el centro de fundación de la Universidad de Hanyang. También estableció la primera escuela de arquitectura e ingeniería civil en Corea.

## Historia[2][3]
La Universidad de Hanyang fue fundada como Instituto de Ingeniería Dong-A el 1 de julio de 1939 durante la ocupación japonesa de Corea. El Instituto Dong-A comenzó con 630 estudiantes y una facultad de 13 profesores y 22 instructores en Jongno-gu, Seúl. Después de producir sus primeros graduados en 1941, Dong-A intentó elevarse a sí mismo al estado universitario, sin éxito. En mayo de 1941, el Instituto reubicó y ofreció educación especializada en ingeniería y tecnología a 100 estudiantes que habían terminado la escuela secundaria. En 1943, con Corea aún bajo ocupación japonesa, el Instituto fue suspendido de reclutar nuevos estudiantes, lo que resultó en un cierre temporal de la escuela el 15 de marzo de 1944, cuando se graduaron los últimos 78 estudiantes.
Tras la restauración de la independencia de la nación en agosto de 1945, el Instituto Dong-A se cambió de nombre al Instituto de Ingeniería para la Fundación Nacional y se estableció en 251 Shindang-dong, Seúl. El fundador del instituto, el Dr. Kim Lyun-joon, previó la importancia del avance industrial en la reconstrucción de Corea y estableció a Hanyang como un cuerpo judicial y académico. El consejo de administración en ese momento incluía a Myowook Lee, Byeongok Cho, Kwansoo Baik, Wonchul Lee, Waljoon Kim, Taeyong Choi y Lyunjoon Kim, quienes habían liderado el movimiento de independencia de la nación. En julio de 1948, la escuela fue acreditada como la primera escuela de ingeniería de cuatro años en Corea con Kim Lyun-joon como el primer decano. Se establecieron seis departamentos, que incluyen ingeniería eléctrica, mecánica y civil, arquitectura, química y minería, así como una escuela secundaria de ingeniería y una escuela secundaria.
Aunque durante la Guerra de Corea, muchas de las instalaciones de la escuela fueron destruidas y los profesores y estudiantes se dispersaron, las clases se continuaron en Busan con maestros temporales. Sin embargo, incluso durante su refugio, el Colegio fomentó numerosos maestros de ciencia competentes mediante la construcción de un centro de capacitación para maestros de secundaria en los campos técnicos. En 1953, fue autorizado como escuela de posgrado por el Ministerio de Educación. El edificio fue restaurado en Haengdang-dong, Seongdong-gu, Seúl y sigue siendo la dirección actual de la Universidad de Hanyang.
En febrero de 1959, su estatus se elevó al de una universidad de cuatro años. El mes siguiente, la Universidad de Hanyang formó la fundación universitaria y Kim Lyun-joon se inauguró como el primer presidente. La universidad comenzó con 19 departamentos en 3 colegios (el Colegio de Ingeniería, el Colegio de Artes y Ciencias Liberales y el Colegio de Política y Economía) y 6 departamentos que ofrecen cursos nocturnos. A medida que la Universidad ha ampliado su tamaño, los Colegios de Música, Educación Física y Educación se establecieron recientemente. Al agregar el Colegio de Medicina, se establecieron 46 departamentos de 7 colegios y 9 departamentos ofreciendo cursos nocturnos.
El Centro Médico de la Universidad de Hanyang se estableció en 1972, y en 1979, se estableció un segundo campus en la ciudad industrial de Ansan. El campus, recientemente establecido, se denominó "Campus de Hanyang Banwol" y pasó a llamarse "Campus de Ansan" en 1987, que se usó hasta que se cambió el nombre de Campus de la Industria de investigación Educativa en Ansan (ERICA) en septiembre de 2009 .

## Oferta Educativa
Seoul campus
El campus en Seúl ofrece los siguientes programas:
- Ingeniería
- Medicina
- Humanidades
- Ciencias Sociales
- Ciencias Naturales
- Ciencias políticas
- Economía y Finanzas
- Negocio
- Educación
- Ecología humana
- Música
- Arte y Educación Física
- Estudios Internacionales
- Enfermería
- Convergencia industrial

ERICA Campus
El campus ERICA en la ciudad de Ansan, ofrece los siguientes programas:
- Ciencias de la ingeniería
- Farmacia
- Tecnología científica
- Lenguas y Culturas
- Comunicación y ciencias sociales
- Negocios económicos
- Diseño
- Deportes y Artes

## Programas Internacionales

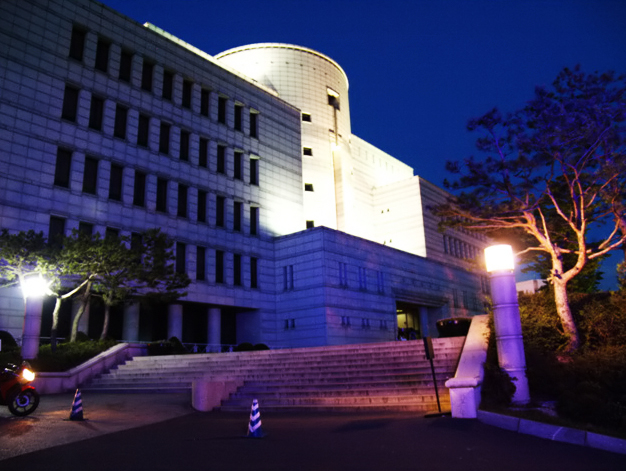
Biblioteca central de la Universidad de Hanyang

Programa de Enseñanza de Idiomas, G2 Global (Inglés-Chino)
Presentado por primera vez en 2016, el "G2 (Inglés-Chino) El Programa obliga a la realización de un curso de Inglés y Chino y adopta la presentación de una calificación oficial de los dos idiomas como un requisito obligatorio. Además de fortalecer sus vínculos con otras universidad, como la Universidad de Tsinghua, China; la Universidad Hanyang busca brindar una educación de vanguardia a nivel mundial que persigue la internacionalización por la expansión de la calidad y relevancia.
Programa de Intercambio Académico
Universidad de Hanyang, busca talentos internacionales que deseen estudiar un semestre o un año en Hanyang para sobresalir en su propio campo aún más. Los estudiantes pueden elegir cualquiera de los 124 departamentos y más de 1.000 cursos que se ofrece en Inglés. Con base a este programa se ofrecen dos modalidades: Estudiante de visita y estudiante de intercambio.